# Long Island Iced Tea

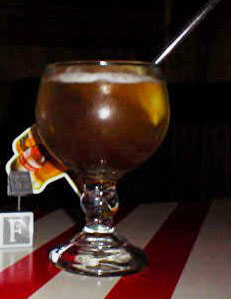
Long Island Iced Tea

Long Island Iced Tea – koktajl alkoholowy przygotowywany z wódki, ginu, tequili i rumu z dodatkiem triple sec i soku cytrynowego, zmieszanych z colą.
Najpopularniejszy wariant Long Island Iced Tea składa się z równej ilości wódki, ginu, tequili, rumu oraz triple sec. Zawartość alkoholu w jednym koktajlu, wynosząca około 28%, jest znacznie wyższa od podobnych tego typu trunków i wynika z mniejszej ilości bezalkoholowego napoju dodanego do drinka. Koktajl jest najczęściej podawany w szklankach o pojemności 240-350 ml, udekorowanych plasterkiem cytryny.
W niektórych barach tequila występująca w koktajlu jest zastępowana przez brandy. Dostępna jest też wersja "extra long", z podwójną zawartością alkoholu.

## Historia
Long Island Iced Tea został po raz pierwszy podany pod koniec lat 70. XX wieku przez Roberta Buttsa z miasta Babilon na Long Island.